# Бобров Рем Ісаакович
Рем Ісаакович Бобров (7 серпня 1924, Харків, УРСР — 13 июня 2010, Москва
) — радянський і російський учений-енергетик, гідробудівник, поет і перекладач, учасник Великої Вітчизняної війни.

## Біографія
Призваний в армію в 1942 році. Під час війни був фельдшером і перекладачем, лейтенант медичної служби. Воював на Першому Українському фронті в складі 1 Гвардійської артилерійської дивізії РГК. Нагороджений орденом Червоної Зірки і Вітчизняної війни II ступеня. Після війни з відзнакою закінчив МІСД ім. В. В. Куйбишева (нині МГСУ). Працював в інститутах «Гідроенергопроект», з 1962 р. - в Гідропроєкт (після їх злиття). Брав участь в проектуванні Чебоксарської, Каунаської, Іркутської і Братської ГЕС, а також в рекогносцирувальних дослідженнях річок Вітім, Ціпа, Олекма, Андийскої Койсу. У 1963-67рр. керував розробкою техніко-економічної документації комплексного використання гідроенергоресурсів Кавказу. Керував відділом перспективного проектування Гідропроєкту. В кінці 70-х років розробив гідроенергетичний розділ Генеральної схеми розвитку гідроенергетики СРСР до 1990 р. Працював керівником служби експертизи Гідропроєкту.
Рем Бобров перекладав поезію з французької, англійської, німецької і чеської мов. Автор перекладів пісень Брассенса  і Бреля, старовинних французьких пісень і віршів Моріса Карем; за деякими відомостями, він зробив перший переклад на російську рок-опери «Ісус Христос - суперзірка»   із звукозапису. Книга Рема Ісааковича Боброва «Прочинені двері», яка включила основну частину його перекладів за 50 років, посіла друге місце на міжнародному літературному конкурсі «Вся королівська рать» в номінації «Поетичні переклади»   .

## Вибрані переклади
- Смерть тореадора (Le Toreador)[10] .